# 고무타이어 지하철

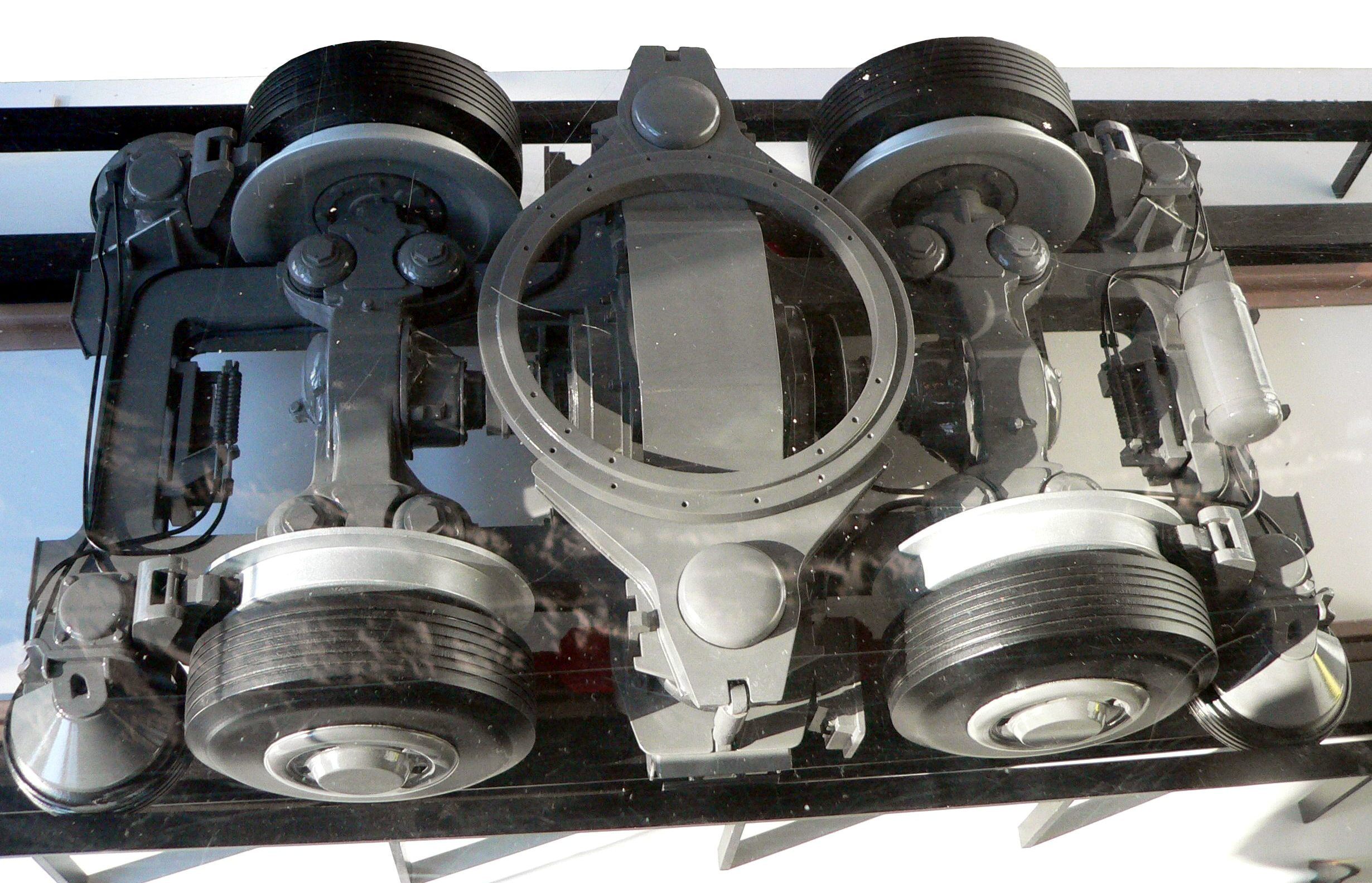

고무타이어 지하철은 바퀴에 고무타이어가 장착되어 달리는 지하철을 말한다. 대한민국에서는 부산 도시철도 4호선이 최초의 고무타이어 지하철이다.

## 같이 보기
- 유도버스
- 대차
- 중형철도수송시스템
- 타이어
- 튀넬
- VAL